# آدم ميكلوسي
آدم ميكلوسي (مواليد 25 سبتمبر 1962) (بالمجرية: Ádám Miklósi)‏ عالم مجري متخصص في علم سلوك الحيوان، خبير في إدراك وسلوك الكلاب. وهو أستاذ ورئيس قسم علم سلوك الحيوان في جامعة أوتفوش لوراند في بودابست بالمجر.
في عام 2016، تم انتخابه عضوا مناظرا في الأكاديمية الهنغارية للعلوم. وهو المؤسس المشارك وقائد مشروع Family Dog Project، الذي يهدف إلى دراسة تفاعل الإنسان والكلاب من منظور علم سلوك الحيوان. في عام 2014، نشر الطبعة الثانية من مجلد أكاديمي بعنوان سلوك الكلب، التطور والإدراك من دار نشر جامعة أكسفورد. 